# Karl Hans Wedepohl
Karl Hans Wedepohl (* 6. Januar 1925 in Loxten; † 19. Mai 2016) war ein deutscher Geochemiker. Er war Professor für Geochemie an der Universität Göttingen.
Wedepohl studierte ab 1946 in Göttingen Mineralogie. Er wurde 1951 mit einer Arbeit über die Geochemie des Zinks promoviert. Im Jahr 1956 habilitierte er sich ebenfalls in Göttingen über die Geochemie des Bleis. Er wurde 1964 in Göttingen auf die erste Professur für Geochemie berufen. Er befasste sich mit der chemischen Zusammensetzung der kontinentalen Erdkruste und war Mitherausgeber des Handbook of Geochemistry. Seit 1987 befasste er sich auch mit mittelalterlichem und antikem Glas aus archäologischen Funden.
2005 wurde er Ehrenmitglied der Deutschen Mineralogischen Gesellschaft, von der er bereits 1996 die Abraham-Gottlob-Werner-Medaille erhalten hatte. Er war seit 1970 ordentliches Mitglied der Göttinger Akademie der Wissenschaften.

## Schriften
- Geochemie. Sammlung Göschen. De Gruyter 1967
- Glas in Mittelalter und Antike: Geschichte eines Werkstoffes. Schweizerbart 2003
- Die Gruppe der Hedwigsbecher (= Nachrichten der Akademie der Wissenschaften in Göttingen, Philologisch-Historische Klasse 2005, 1). Vandenhoeck+Ruprecht, Göttingen 2005.